# Chérencé-le-Héron
Chérencé-le-Héron ist eine französische Gemeinde mit 438 Einwohnern (Stand 1. Januar 2022)
im Département Manche in der Region Normandie. Sie gehört zum Kanton Villedieu-les-Poêles-Rouffigny und zum Arrondissement Saint-Lô.

## Lage
Nachbargemeinden sind Villedieu-les-Poêles-Rouffigny im Nordwesten, Sainte-Cécile im Norden, La Chapelle-Cécelin im Nordosten, Saint-Martin-le-Bouillant im Südosten, Saint-Jean-du-Corail-des-Bois im Süden, La Chaise-Baudouin im Südwesten und La Trinité im Westen. An der östlichen Gemeindegrenze verläuft das Flüsschen Bieu, das hier auch noch als Anguille bezeichnet wird.

## Bevölkerungsentwicklung
| Jahr      | 1962 | 1968 | 1975 | 1982 | 1990 | 1999 | 2008 | 2018 |
| --------- | ---- | ---- | ---- | ---- | ---- | ---- | ---- | ---- |
| Einwohner | 515  | 493  | 442  | 345  | 354  | 409  | 381  | 419  |

## Sehenswürdigkeiten

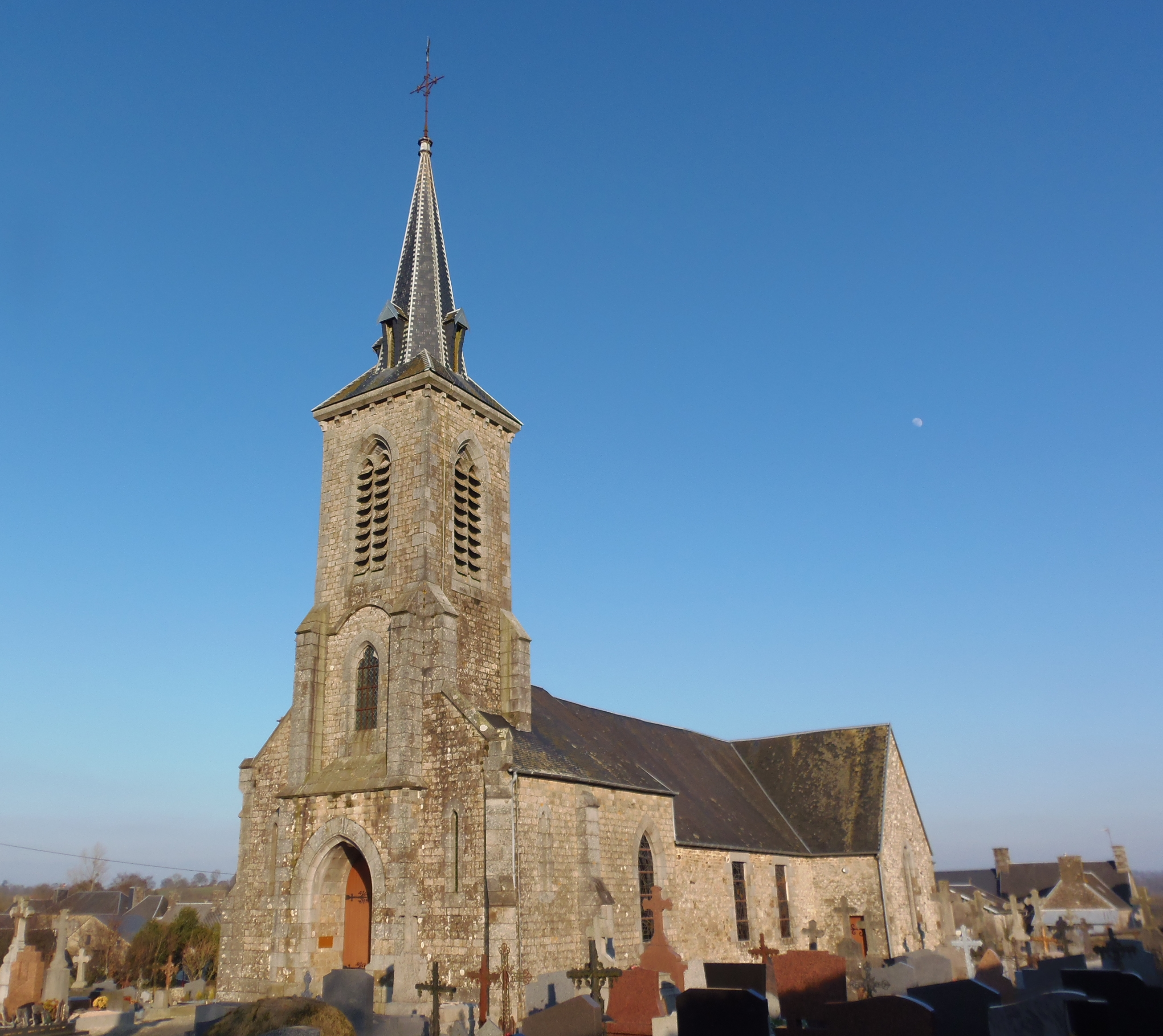
Kirche Notre-Dame

- Kirche Notre-Dame